# لی هیونگ-تایک
 لی هیونگ-تایک (کره‌ای: 이형택؛ زاده ۳ ژانویهٔ ۱۹۷۶) یک تنیس‌باز اهل کره جنوبی است.